# Nitrate d'argent (film)
Pour plus de détails, voir Fiche technique et Distribution.
Nitrate d'argent (Nitrato d'argento) est un documentaire franco-italien de Marco Ferreri sorti en 1996.
Le titre fait référence au nitrate d'argent, l'un des composés chimiques photosensibles présents dans les pellicules photographiques ou cinématographiques.

## Synopsis
Le film retrace l'histoire et l'évolution (tant technique qu'artistique) du cinéma. Il passe en revue les différentes avancées technologiques (l'ère du "muet", l'avènement du son, l'utilisation de la couleur), et les genres (des westerns aux premières grandes comédies, de la comédie aux films d'art, aux films sociaux, de guerre et politiques, aux documentaires, aux films musicaux, à l'opéra et à la science-fiction). Il y a également de nombreuses références aux changements culturels du XXe siècle.

## Fiche technique
Sauf indication contraire, les informations mentionnées dans cette section peuvent être confirmées par la base de données cinématographiques Unifrance,  présente dans la section « Liens externes ».
- Titre français : Nitrate d'argent[1]
- Titre original : Nitrato d'argento[2]
- Réalisation : Marco Ferreri
- Scénario : Marco Ferreri, Gianni Romoli, David Putorti
- Photographie : Yórgos Arvanítis
- Montage : Dominique B. Martin
- Musique : Pierre Escoffler, Bernard Leroux[3]
- Décors : Tibor Liman
- Costumes : Claire Fraissé
- Production : Tilde Corsi (it), Maurice Bernart, André Szots
- Sociétés de production : Audifilm (Rome), Salomé (Paris), ASP (Budapest)[2]
- Pays de production :  Italie -  France -  Hongrie[1]
- Langue originale : Italien, français, anglais, hongrois
- Format : couleur et noir et blanc - Son stéréo - 35 mm
- Durée : 90 minutes (1 h 30[2])
- Genre : documentaire, fresque artistique[1]
- Dates de sortie :
  - Italie : 2 septembre 1996 (Mostra de Venise 1996)
  - France : 29 janvier 1997

## Distribution
- Iaia Forte : La femme accouchant au cinéma
- Marc Bergman : Mario
- Éric Berger : Mark
- Sabrina La Loggia : La femme allaitante
- Doriana Bianchi : Mara
- Fabio De Luigi : Fabio

## Production
Sur le tournage du film, le réalisateur Pappi Corsicato a tourné le court métrage Argento puro.

## Exploitation
Il a été présenté en tant qu'événement spécial lors de la Mostra de Venise 1996.